# Dispersão oceânica
Dispersão oceânica é um tipo de dispersão biológica que ocorre quando organismos dispersam-se de uma massa de terra a outra atravessando o oceano. Isto frequentemente ocorre em grandes "jangadas" de vegetação, tal como observado muitas vezes flutuando em grandes rios e saindo para o mar, ocasionalmente com animais dentro. 